# 북부껑충쥐
북부껑충쥐(Notomys aquilo)는 쥐과에 속하는 설치류의 일종이다. 아른험랜드부터 코버그 반도 사이의 오스트레일리아 북부 해안에서만 발견된다. 몸무게는 25~30g 정도이고, 상체는 갈색 하체는 흰색을 띤다. 꼬리 길이가 몸길이의 150%가 될 정도로 길고, 뒷발도 최대 4cm로 길다. 히스황야와 초원의 모래흙 지역에서 서식한다. 야행성 동물이다. 먹이는 씨앗이고, 식물이나 무척추동물을 먹기도 한다. 두 발로 도약을 하며 움직인다. 일부는 굴 속에서 모여 산다. 북부껑충쥐의 생존을 위협하는 요소는 화재 양상과 가축의 영향과 같은 서식지 변경이다. 야생 고양이가 밤에 굴을 지켜보다가 여러 마리를 잡아먹을 수도 있다.